# Fons voltor

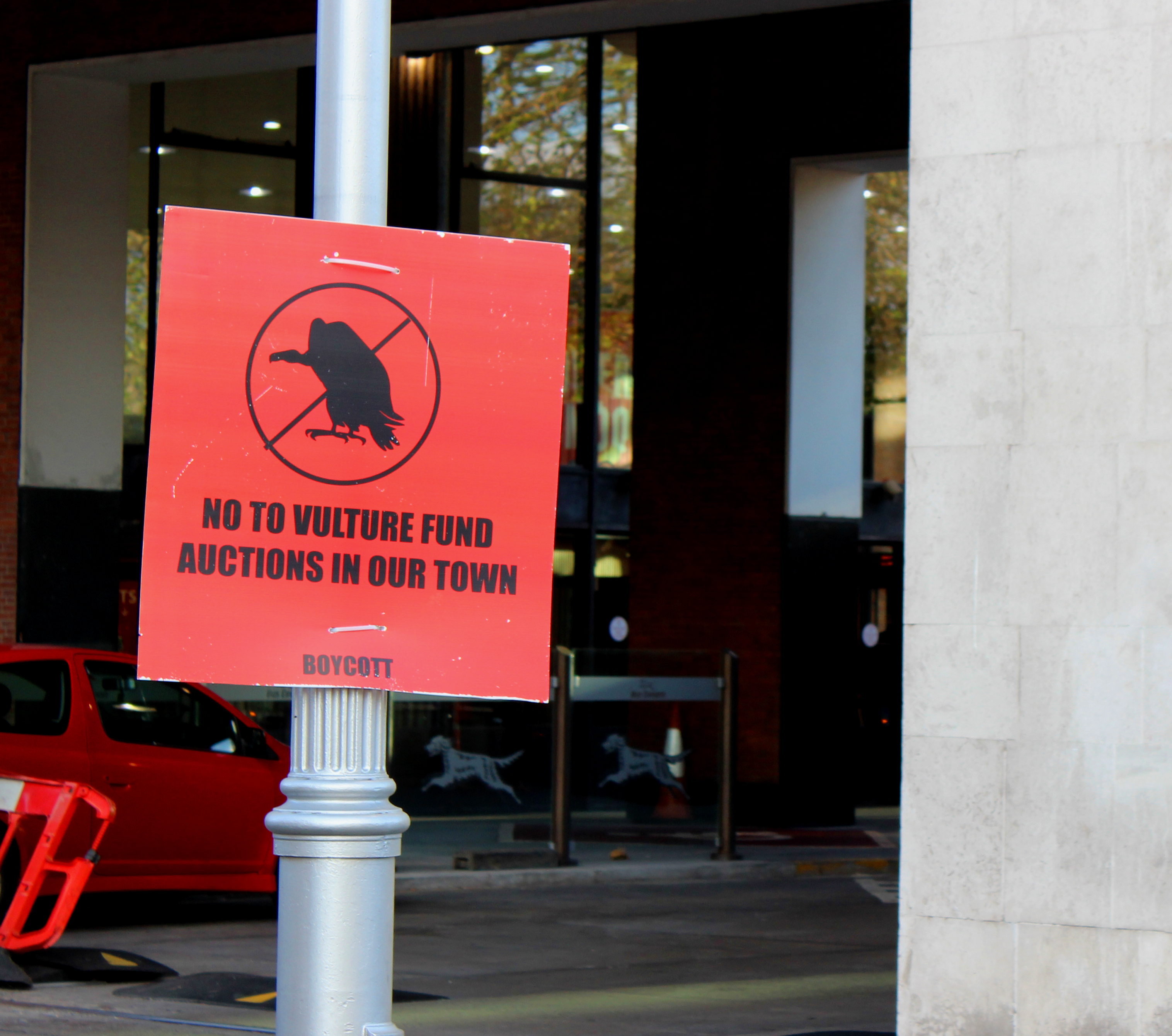
Cartell de denúncia dels fons voltors a Dublín

Un fons voltor és un fons d'inversió lliure, fons de capital de risc o fons de deute en dificultats que inverteix en deutes considerats febles o en impagaments o valors mobiliaris d'empreses en fallida, coneguts com a distressed securities. Els inversors del fons es beneficien comprant deute a un preu inferior al valor nominal en un mercat secundari i, posteriorment, utilitzen diversos mètodes per a vendre el deute per una quantitat superior al preu de compra. En altres paraules, mitjançant l'especulació financera, els fons voltor compren títols de deute dels països en una situació econòmica difícil a preu molt baix, per a després litigar als fòrums internacionals i intentar cobrar la totalitat del valor d'aquests bons.
Els deutors poden ser empreses, països i particulars. Els fons voltor han reeixit a l'hora d'efectuar accions d'embargament i recuperació contra governs deutors sobirans, generalment acordant-les abans de realitzar els embargaments en vendes forçades. Les liquidacions normalment es fan amb un descompte en moneda forta o local o en forma de nova emissió de deute.

## Història
El cobrament del deute públic va ser poc freqüent fins a la dècada del 1950, quan la immunitat sobirana dels emissors governamentals va començar a ser restringida pels termes del contracte. Aquesta tendència es va desenvolupar a partir de la fallida del deute sobirà amb els creditors comercials. Un primer exemple va ser la congelació de les reserves d'or del Brasil en poder del Sistema de la Reserva Federal estatunidenc el 1957.
El deute públic a finals de la dècada del 1980 estava principalment mantingut per la banca privada. Això va ser el resultat de la reorientació dels petrodòlars de la dècada del 1970, quan els beneficis del petroli es van reciclar en préstecs bancaris. La sindicació del deute entre els bancs va convertir en poc pràctica la recuperació, ja que un fons que pretengués litigar havia de comprar la totalitat del deute als titulars.
A mesura que avançava la dècada del 1980, els esforços de reprogramació del deute a Amèrica Llatina van crear instruments nous com els Brady bonds, que van introduir al mercat els fons d'inversió lliure. Aleshores, els creditors originals van vendre el deute al mercat secundari, que és un mercat format per bancs i fons d'inversió centrats a comprar amb descomptes per aconseguir rendiments superiors de la seva inversió.
En aquest procés, gran part del deute va ser recomprat i convertit en moneda local pels emissors dels països sobirans en programes oficials de conversió de deute dissenyats per atraure inversions, i en països molt endeutats mitjançant recompres finançades pel Banc Mundial. El preu, amb descomptes superiors al 80% del valor nominal principal, va animar els fons a invertir en accions de recuperació, que d'altra manera no tindrien sentit financer a causa de la seva durada i cost.
El terme «fons voltor» és una metàfora despectiva que s'utilitza per comparar aquests fons d'inversió amb el comportament dels voltors, atès que pressionen els deutors amb dificultats financeres per a comparar el crèdit barat en un mercat secundari i poder maximitzar els beneficis. El terme ha tingut una àmplia acceptació per part de governs, mitjans de comunicació, universitats i organitzacions internacionals com el Banc Mundial, el Grup dels 77, l'Organització dels Estats Americans i el Council on Foreign Relations, entre d'altres.
L'any 2009, es va introduir una legislació bipartidista al Congrés dels Estats Units amb l'objectiu d'evitar que els fons voltor es beneficiessin del deute públic impagat, limitant la quantitat de beneficis que un creditor secundari pot obtenir a través d'un litigi basat en aquests deutes.
El Fons Monetari Internacional i el Banc Mundial van assenyalar que els fons voltor posen en perill els beneficis obtinguts per la condonació dels països pobres desviant-los cap als comptes bancaris dels rics, a més de suposar un gran impacte per a la sobirania nacional.

## Dret a l'habitatge
El 2022 una investigació de la Directa va revelar que el fons inversor estatunidenc Blackstone era el tenidor que controlava, per mitjà d'una teranyina de societats filials, més pisos de lloguer a l'Estat espanyol (20.000 actius d'aquesta tipologia, mentre que CaixaBank en tenia 19.000), des del seu aterratge l'any 2013 amb l'adquisició de 1.860 unitats d'habitatges de protecció oficial de lloguer a Madrid, operacions en què habitualment es beneficia de descomptes de fins al 60% del preu de mercat. A Catalunya en concentrava 5.550 a 306 municipis, el 73% dels quals estaven buits segons el registre de la Generalitat.